# Half-Life 2: Deathmatch
Half-Life 2: Deathmatch — компьютерная игра в жанре шутера от первого лица, разработанная и выпущенная компанией Valve 30 ноября 2004 года. Является многопользовательской версией Half-Life 2.
Игра распространяется посредством системы цифровой дистрибуции Steam. Ранее, игру, вместе с Half-Life 2: Lost Coast могли бесплатно получить по промоакции владельцы видеокарт ATI, а затем и Nvidia.

## Игровой процесс

### Deathmatch
Режим Deathmatch (с англ. — «смертный бой») включает в себя многие особенности, которые есть в других играх, в которых имеется этот режим, таких как Quake, Doom или Unreal Tournament. Среди этих особенностей примечательными являются: мгновенный respawn (возрождение убитых игроков), наличие у оружия конкретных точек появления, быстрые перемещения в пространстве и особые способности (быстрый бег, фонарик, и т. д.).
Цель в Deathmatch проста: игрок должен убивать других игроков, чтобы зарабатывать очки. Если игрок умирает не от действий других игроков, то он теряет очки. Если игрок будет убит, он возродится со стопроцентным уровнем здоровья и стандартным набором предметов, потеряв другие, имеющиеся у него.

### Team Deathmatch
В режиме Team deathmatch (сокращённо TDM, англ. командный смертный бой) игроки разделены на две команды: Rebels («Повстанцы») и Combine («Альянс»). Эти команды имеют своих персонажей, взятых из Half-Life 2. Если игрок выбрал модель повстанца для своего персонажа, то он будет принят в команду «Повстанцы», если игрок выберет модель солдата Альянса или члена ГО, то игрок будет принят в команду «Альянс». Игрок может выбрать разных персонажей из списка. Особенности командного режима Team deathmatch:
- Вместо одного игрока, который выигрывает в раунде, побеждает команда, набравшая наибольшее количество очков.
- В зависимости от того, включена или нет опция «огонь по своим», игрок будет терять одно очко за каждое убийство другого игрока из своей команды.
- Если число игроков в каждой команде не равны, команда с меньшим количеством игроков не будет дополняться за счёт другой команды, вместо этого они получат новых игроков, подсоединившихся к серверу.

### Puzzle
В режиме Puzzle (англ. головоломка) игроки не разделяются на две команды, а остаются в одной: Rebels («Повстанцы»). Как и во всех режимах, можно выбрать свою модель из списка. Если игрок выберет модель Combine («Альянс»), то он непременно умрёт и его модель поменяется на необходимую, произвольным образом.
Особенности этого игрового режима:
- Игроки появляются без оружия. Обычно авторы карт делают стеллажи с гравитационными пушками при выходе с места спавна. Любой игрок может взять её.
- Карта состоит из испытаний. Испытания подразделяются на несколько типов:
  - для одного игрока. (Обычно это пройти уровень, и не погибнуть. Пройти по узкой дорожке. Подняться выше всех. Пройти лабиринт.);
  - для команды (Самое частое — это испытание со строительством мостов, или доставкой союзников выше, по уровню).
- За прохождение каждой головоломки игроки получают очки. По завершении карты, смотрят[кто?], кто из них самый умный, или самый смекалистый.